# Hemoroidi
Hemoroidi, poljudno Zláta žíla, so sinusoidne žilne strukture v analnem kanalu, ki pomagajo pri nadzoru blata. Postanejo patološke, kadar otečejo ali pa se vnamejo. V svojem fiziološkem stanju delujejo kot blažilo, ki ga sestavljajo arteriovenski kanali in vezivno tkivo.
Simptomi pri patoloških hemoroidih so odvisni od njihove vrste. Notranji hemoroidi se po navadi pojavljajo kot neboleča krvavitev iz danke, zunanji hemoroidi pa imajo lahko malo simptomov ali pa, če je prišlo do tromboze, z jasno bolečino in oteklino na področju anusa. Mnogo ljudi poljubne simptome na področju anusa in danke imenuje "hemoroide", tako da je treba najprej izločiti resne vzroke zanje. Čeprav točen vzrok za hemoroide še ni znan, igra pomembno vlogo pri njih razvoju verjetno več dejavnikov, ki povzročajo tlak v trebuhu, med njimi predvsem zaprtost.
Začetno zdravljenje blage do zmerne oblike bolezni vključuje zvišan vnos vlaknin, uživanje tekočin, NSAIDe, da pomagajo pri bolečini, in počitek. Lahko se opravi številne manjše postopke, če so simptomi hudi ali pa se s konzervativnim pristopom ne izboljšajo . Kirurški poseg pride v obzir samo v primeru, da ti postopki ne pomagajo. Skoraj polovica ljudi ima enkrat v svojem življenju težave s hemoroidi. Rezultati so po navadi dobri.

## Znaki in simptomi
Notranji in zunanji hemoroidi se lahko javljajo v različnih oblikah, mnogo ljudi ima lahko kombinacijo obeh vrst. Krvavenje, ki je tako resno, da povzroča brezkrvnost, je redko, in življenjsko nevarne krvavitve so še bolj neobičajne. Marsikdo, ki se sooči s problemom, se počuti nerodno in se pogosto obrne na zdravnika šele, ko je zadeva napredovala.

### Zunanji
Zunanji hemoroidi, če ni tromboze, povzročajo malo težav. Če pa je do tromboze prišlo, so hemoroidi lahko zelo boleči. Bolečine običajno ponehajo po enem ali dveh dneh, pri oteklini pa lahko traja nekaj tednov, preden izgine. Na koži lahko po zdravljenju ostanejo sledi. Če so hemoroidi veliki in povzročajo težave pri higieni, lahko zaradi njih pride do draženja kože v njih okolici in s tem srbenja okoli anusa.

### Notranji
Za notranje hemoroide je običajno značilna neboleča, svetlo rdeča krvavitev iz danke med iztrebljanjem ali po njem. Kri navadno prekriva blato, gre za tako imenovano hematohezijo, videti je kaplje v WC đkoljki in na toaletnem papirju. Blato samo je običajno normalne barve. Drugi znaki so lahko sluzast izliv, perianalna masa, če zdrknejo skozi anus, srbenje in inkontinenca za blato. Notranji hemoroidi so po navadi boleči le, če pride do tromboze ali nekroze.

## Vzroki
Vzrok za simptomatične hemoroide ni točno znan. Velja, da vlogo igrajo številni dejavniki, med drugim: neredno odvajanje blata (zaprtost ali driska), premalo gibanja, prehranski dejavniki (prehrana z malo vlaken), povečan tlak v trebuhu (dolgotrajno napenjanje, ascitis, masa v trebuhu ali nosečnost), genetika, odsotnost ventilov znotraj hemoroidnih žil in staranje. Drugi faktorji, za katere se misli, da povečujejo tveganje, so med drugim debelost in dolgotrajno sedenje, kroničen kašelj in disfunkcija medeničnega dna. Dokazi za te povezave pa so slabi.
Med nosečnostjo pritisk ploda na trebuh in hormonske spremembe povzročijo, da se hemoroidne žile povečajo. Do povečanega tlaka v trebuhu pride tudi med porodom. Pri nosečnicah je kirurški poseg redko potreben, ker simptomi po porodu izginejo.

## Patofiziologija
Hemoroidne blazine so del normalne človeške anatomije in postanejo patološka bolezen samo v primerih, ko pride do nenormalnih sprememb. V normalne analnem kanalu so prisotne tri glavne blazine. Nahajajo se klasično na strani levo, desno spredaj in desno zadaj. Ne vsebujejo ne |arterij ne ven, temveč žile, ki se imenujejo sinusoidi, vezivno tkivo in gladke mišice. V stenah sinusoidov, drugače kot pri venah, ni mišičnega tkiva. Ta skupek žil se imenuje hemoroidni pleksus.
Hemoroidne blazine so pomembne za zadrževanje blata. V mirovanju prispevajo 15-20 % k zapiralnem tlaku in ščitijo mišice v analnem sfinktru med prehodom blata. Ko oseba pritiska na blato, povečuje tlak v trebuhu, hemoroidne blazine pa se, da ostane anus zaprt, pri tem širijo. Hemoroidni simptomi se menda pojavijo, če te strukture žil zdrsnejo navzdol ali pa še se tlak v venah pretirano poveča. Povečan tlak v analnem sfinktru je lahko v zvezi s hemoroidnimi simptomi. Obstajata dve vrsti hemoroidov: notranji iz zgornjega in zunanji iz spodnjega hemoroidnega pleksusa. Nazobčana črta loči obe območji.

## Diagnoza
| Stopnja | Diagram | Slika             |
| ------- | ------- | ----------------- |
| 1       |         | Endoskopska slika |
| 2       |         |                   |
| 3       |         |                   |
| 4       |         |                   |

Hemoroide se običajno diagnosticira med kliničnim pregledom. Vizualni pregled zadnjika in okolice lahko diagnosticira zunanje ali zdrsele hemoroide. Lahko se opravi pregled danke, da bi se odkrilo morebitne rektalne tumorje, polipe, razširjeno prostato ali abscese. Tega pregleda zaradi bolečin ni mogoče opravljati brez ustreznih pomirjeval, četudi notranji hemoroidi večinoma niso povezani z bolečinami. Vizualna potrditev notranjih hemoroidov lahko zahteva anoskopijo, z napravo v obliki votle cevi, ki ima na enem kocu pritrjeno luč. Obstajata dve vrsti hemoroidov: notranji in zunanji. Razlikujete se glede na svoj položaj nad ali pod nazobčano linijo. Nekatere osebe imajo lahko hkrati simptome za obe vrsti hemoroidov. Če je prisotna bolečina. gre prej za analno razpoko ali pa zunanji hemoroid kot pa - manj verjetno - za notranji hemoroid.

### Notranji
Notranji hemoroidi se nahajajo nad nazobčano linijo. Pokriva jih stolpičasti epitel, ki je brez receptorjev za bolečino. Leta 1985 so ga razdelili v štiri kategorije glede na stopnjo prolapsa:.
- Stopnja I: Brez prolapsa. Samo izrazite žile..[11]
- Stopnja II: Prolaps med pritiskanjem, ki se spontano zmanjša.
- Stopnja III: Prolaps med pritiskanjem, ki se ga lahko ročno popravi.
- Stopnja IV: Prolaps, ki ga ni mogoče ročno popraviti.

### Zunanji
Zunanji hemoroidi nastopajo pod nazobčano črto. Proksimalno so pokriti z anodermo, distalno pa s kožo, ki sta obe občutljivi na bolečino in temperaturo.

### Diferencialni
Številne anorektalne težave, med drugim analne razpoke, fistule, abscesi, rak debelega črevesa in danke, rektalne krotice in srbeč anus imajo podobne simptome in se jih lahko napačno opisuje kot hemoroide. Do krvavenja iz anusa tudi lahko pride zaradi kolorektalnega raka, kroničnega vnetja črevesa, divertikularnega obolenja in angiodisplazije. Če je prisotna slabokrvnost, je treba misliti na druge možne vzroke.
Druge okoliščine, ki imajo za posledico analno maso, so na primer kožna znamenja. analne bradavice, rektalni prolaps, polipi in razširjene analne papile. Anorektalne krotice zaradi zvišanega krvnega tlaka v portalnem venskem sistemu spominjajo na hemoroide, vendar imajo druge vzroke.

## Preventiva
Priporoča se številne preventivne ukrepe, na primer z izogibati se napenjanju napenjanje med iztrebljanjem, paziti, da ne pride do zaprtja in driske, bodisi tako, da se uživa veliko hrane z vlakni in veliko pije in da se veliko giblje. Priporoča se preživljati čim manj časa na stranišču, na stranišču ne brati, pri osebah s prekomerno telesno težo shujšati, in na splošno pa izogibati se dvigovanju težkih bremen.

## Zdravljenje

### Konzervativno zdravljenje
Konzervativno zdravljenje običajno sestavlja prehrana, ki vsebuje veliko vlaken, uživanje tekočin, da se telo hidrira, nesteroidna protivnetna zdravila (t. i. NSAIDi), sedežne kopeli in počitek. Za povečano uživanje vlaken je dokazano, da izboljšuje stanje, pomagamo si lahko s spremembo v prehrani ali pa z uživanjem vlaknatih dodatkov. Za to, da sedežne kopeli kadarkoli med terapijo pomagajo, ni dovolj dokazov. Če se jih že uporablja, jih je treba omejiti na 15 minut naenkrat.
Na voljo za zdravljenje hemoroidov je veliko topikalnih sredstev in svečk, vendar je le malo dokazov, ki bi njih uporabo podpirale. Sredstev, ki vsebujejo steroide, se ne sme uporabljati več kot 14 dni, saj lahko povzročijo tanjšanje kože. Večina sredstev vsebuje kombinacijo aktivnih sestavin. Med drugim so to lahko: zaporna krema kot sta vazelino ali cinkov oksid, analgetik, recimo lidokain, in pa sredstvo za krčenje žil npr. adrenalin Koristnost flavonoidov je vprašljiva zaradi morebitnih stranskih učinkov. Simptomi po nosečnosti navadno izginejo, zato se aktivno zdravljenje pogosto odloži na čas po porodu.

### Postopki
Številne posege je mogoče izvesti ambulantno. Čeprav so na splošno varni, lahko pride do resnih neželenih učinkov, kot recimo do perianalne sepse.
- kot začetni postopek se pri prizadetih stopenj med ena in tri tipično priporoča podveza z gumijastim trakom.[11] To je postopek, v katerem se notranji hemoroid ovije z elastičnimi trakovi vsaj 1 cm nad dentatno črto, da se mu prekini prekrvavljenje.[3] --> Po 5-7 dneh, uveli hemoroid odpade.  Če je trak postavljen preblizu nazobčane linije, ima bolnik takoj po posegu lahko hude bolečine.[3] Za uspešnost postopka so ugotovili, da je približno 87 %[3] za število zapletov višini pa do 3 %.[11]
- Pri skleroterapiji se v hemoroid vbrizga sredstvo, na primer fenol, ki povzroča sklerozo. Zaradi tega stene ven kolabirajo in hemoroidi se skrčijo. Stopnja uspeha štiri leta po zdravljenju je ~ 70 %,[3] kar je boljše kot pri elastični podvezi.[11]
- za številne postopke s kavterizacijo so dokazali, da na hemoroide učinkujejo, običajno pa se jih uporabi samo takrat, ko druge metode odpovedo. Ta postopek se lahko izvede z elektrokavterizacijo, infrardečim sevanjem ali lasersko operacijo,[3] ali kriokirurgijo.[18] Infrardeča kavterizacija je lahko alternativa za bolezen v 1. ali 2. stopnji.[11] Pri pacientih tretje ali četrte stopnje je verjetnost za ponovni pojav bolezni visoka.[11]

### Kirurgija
Če konzervativno zdravljenje in enostavni posegi ne uspejo, je na voljo veliko kirurških postopkov. Kirurški posegi so vsi povezani z določeno verjetnostjo zapletov, kot so krvavitve, okužbe, zoženje anusa in zadrževanje seča zaradi bližine živcev, ki oskrbujejo mehur. Obstajajo lahko tudi majhno tveganje za inkontinenco blata, posebno tekočine, poročajo o pogostnostih med 0 % in 28 %. Sluznični ektropij je še eno stanje, do katerega lahko pride po hemoroidektomiji (pogosto skupaj z analno stenozo). Gre za slučaj, da se analna sluznica izviha iz anusa, podobno kot pri blagi obliki rektalnega prolapsa.
- Ekscizijska hemoroidektomija je kirurška ekscizija hemoroida, ki se uporablja predvsem samo v hudih primerih.[3] Poseg je povezan s hudimi postoperativnimi bolečinami in po navadi zahteva 2-4 tedne okrevanja.[3] Vendar pa ima poseg pri bolnikih s hemoroidi stopnje v primerjavi z elastično podvezo boljše dolgoročne koristi .[22] Poseg se priporoča za bolnike s perianalnim hematomom (tj. s trombiranim zunanjim hemoroidom), če se ga opravi v času 24-72 ur.[7][11] Mazilo z gliceriltrinitratom po postopku pomaga tako pri bolečini in celjenju.[23]
- Doplersko vodena transanalna hemoroidalna dearterializacija je minimalno invazivno zdravljenje, ki s pomočjo ultrazvoka natančno locira arterijski krvni pritok. Te žile se nato »podveže« in prolabirano tkivo se zašije nazaj v prvotno lego. Ima nekoliko višjo verjetnost za ponovitev, vendar manj zapletov v primerjavi s hemoroidektomijo.[3]
- Speta hemoroidektomija je postopek, ki med drugim odstrani večino neobičajno povečanega tkiva v hemoroidih, nato pa prestavi preostale hemoroidne dele tkiva nazaj v njih normalno anatomsko lego. Na splošno je postopek manj boleč in bolnik v primerjavi s popolno odstranitvijo hemoroidov hitreje ozdravi.[3] Vendar pa je verjetnost,.da se simptomatični hemoroidi povrnejo, večja kot pri konvencionalni hemoroidektomiji.[24] in običajno se jo priporoča le za stopnji dva in tri.[11]

## Epidemiologija
Težko je ugotoviti, kako pogosti so hemoroidi, ker veliko prizadetih ljudi ne obiskuje zaradi tega zdravnika. Vendar pa je verjeti, da ima simptomatične hemoroide vsaj 50 % prebivalcev ZDA enkrat v svojem življenju in da je v danem trenutku prizadetih okoli 5 % prebivalstva. Oba spola imata približno enako verjetnost za nastop obolenja, največ pri starostih med 45 in 65 let. Hemoroidi bolj pogoste pri belcih in ljudeh z višjim socialno-ekonomskim statusom. Dolgoročni rezultati so na splošno dobri, čeprav imajo lahko nekateri ponavljajoče se simptomatične epizode. Le majhen delež teh oseb konec koncev potrebujejo operacijo.

## Zgodovina
Nadloga je prvič omenjena v egipčanskem papirusu iz 1700 pred naših štetjem: »... dati mazilo z visoko zaščitno močjo; drobljeni, titrirani in prekuhani listi akacije. Z njim namazati trak tančice in ga namestiti v danko, da si takoj opomore.« »Leta 460 pred našim štetjem, Hipokrat opisuje postopek, ki spominja na sodobno vezavo z elastiko: »Na podoben način pri hemoroidih zdraviti tako, da se jih prebode z iglo in preveže z zelo debelo in volneno nitjo ... ko si bolnik opomore, mu dati odmerek teloha«. Hemoroide so morda že opisali v svetem pismu, vendar v zastareli obliki »emerod«.
Aulus Cornelius Celsus (25 BC - AD 14) je opisal postopke podvezovanja in izreza in obrazložil morebitne zaplete. Galen je zagovarjal ločitev arterij od ven, trdeč, da se tako zmanjša bolečine in širjenje gangrene. Susruta Samhita, (4. - 5. stoletje n.št.), svetuje podobno kot Hipokrat, vendar s poudarkom na čistoči rane. V 13. stoletju so evropski kirurgi, kot so Lanfranc iz Milana, Guy de Chauliac, Henri de Mondeville in Janez Ardene naredili velik korak v razvoju kirurških tehnik.
V srednjem veku so hemoroide poznali tudi kot prekletstvo svetega Fiakra, svetnika iz 6. stoletju, ki jih je dobil med oranjem. Prvič se izraz »hemorrhoid« pojavi v angleščini leta 1398, izhaja pa iz stare francoske besede, »emorroides« latinskega izvora »hæmorrhoida-ae«, oziroma iz grške besede »αἱμορροΐς« (»haimorrhois«), »ki lahko krvavi«, sestavljene iz »αἷμα« (»Haima), »kri« + »Ῥόος« (»rhoos«), »tok, pretok«, - glagolska oblika »ῥέω« (»rheo«), »teči«.

## Znani primeri
Bejzbolist George Brett je v svetovni seriji 1980 zaradi bolečih hemoroidov moral zapustiti igrišče. Po manjšem kirurškem posegu se je Brett vrnil na igrišče pri naslednji igri, s šalo »... moji problemi so sedaj vsi za mano.« Naslednjo pomlad je Brett moral znova pod nož. Konzervativni politični komentator Glenn Beck ima za sabo operacijo hemoroidov, svojo neprijetno izkušnjo opisuje v zelo gledanem posnetku iz leta 2008 na YouTube. Nekdanjega ameriškega predsednika Jimmyja Carterja so operirali za hemoroide leta 1984.